# Llegó el día
Llegó el día es el sexto y último álbum de estudio del grupo español Triana, lanzado en 1983 por Movieplay.
El disco es algo irregular, como los demás trabajos de sus años finales, aunque aún presenta algunos grandes temas tales como Desnuda la mañana o Llegó el día, su canción más extensa.
La prematura muerte en accidente automovilístico de Jesús de la Rosa, a finales de 1983, truncaría la carrera de Triana, la que se cierra de forma oficial con este disco, más allá de algunas ediciones póstumas, como el disco de temas inéditos Tengo que marchar o el álbum de archivo Triana en directo.
La mayoría de los coros que se escuchan en el disco, los proporcionan Eduardo Ramírez, Pedro A. Sánchez y José María Guzmán, que en aquel entonces, junto a Javier de Juan, formaban la banda Cadillac.

## Lista de canciones
Todas las canciones son de Jesús de la Rosa Luque, excepto indicación.

### Lado A
1. "Desnuda la mañana" - 4:37
2. "Perdido por las calles" - 4:06 (Eduardo Rodríguez Rodway/Juan José Palacios Tele)
3. "De una nana siendo niño" - 7:46
4. "Aires de mi canción" - 5:03 (Eduardo Rodríguez Rodway)

### Lado B
1. "Llegó el día" - 13:08
2. "Querida niña" - 4:12 (Eduardo Rodríguez Rodway)
3. "Como el viento" - 3:08 (Juan José Palacios Tele)

## Créditos
- Jesús de la Rosa Luque – Voz en 1, 3 y 5. Teclados en 1, 2, 3, 4, 5 y 6.
- Juan José Palacios Orihuela "Tele" – Batería y percusión. Voz y teclados en 7 .
- Eduardo Rodríguez Rodway – Guitarra española. Voz en 2, 4 y 6.
- Antonio Aguilar Delgado (Tony Aguilar) – bajo eléctrico.
- Antonio Pérez García de Diego – Guitarra eléctrica en 2, 3, 4, 5, 6 y 7.
- Luis Cobo "Manglis" – guitarra eléctrica en 1.
- José Luis Medrano - Trompeta y fiscorno en 7.
- Eduardo Ramírez, Pedro A. Sánchez y José María Guzmán - Voces en 1, 2, 5 y 6
- Coros de niños en 5: Lorena, Vanesa, Álvaro y Ana.